# Liste von Persönlichkeiten aus San Diego
Dies ist eine Liste bekannter Persönlichkeiten, die in der US-amerikanischen Stadt San Diego (Kalifornien) geboren wurden. Die Liste erhebt keinen Anspruch auf Vollständigkeit.
Bitte nur Personen eintragen, die einen eigenen Wikipedia-Artikel haben oder deren Bedeutung durch eine externe Referenz belegt werden kann.

## 18. Jahrhundert
- María Ygnacia López de Carrillo (1793–1849), Landwirtin

## 19. Jahrhundert

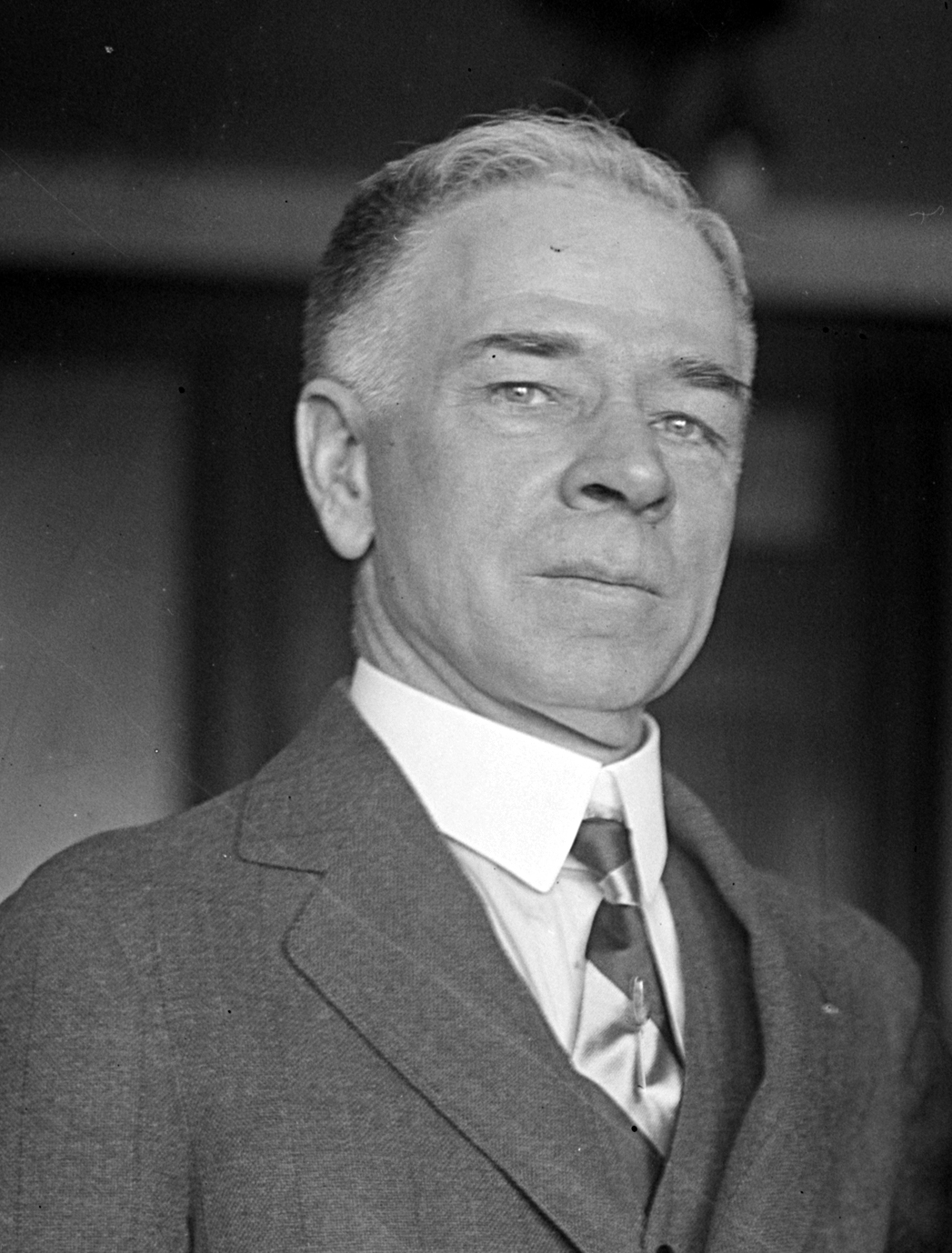
James H. MacLafferty
(1871–1937)

- Andrés Pico (1810–1876), Militär und Politiker
- James H. MacLafferty (1871–1937), Politiker
- Roy Stewart (1883–1933), Stummfilmschauspieler, Filmschauspieler und Drehbuchautor
- W. S. Van Dyke (1889–1943), Filmregisseur
- Charles Smith (1889–1969), Regattasegler
- Albert Sprott (1897–1951), Mittelstreckenläufer

## 20. Jahrhundert

### 1901–1930

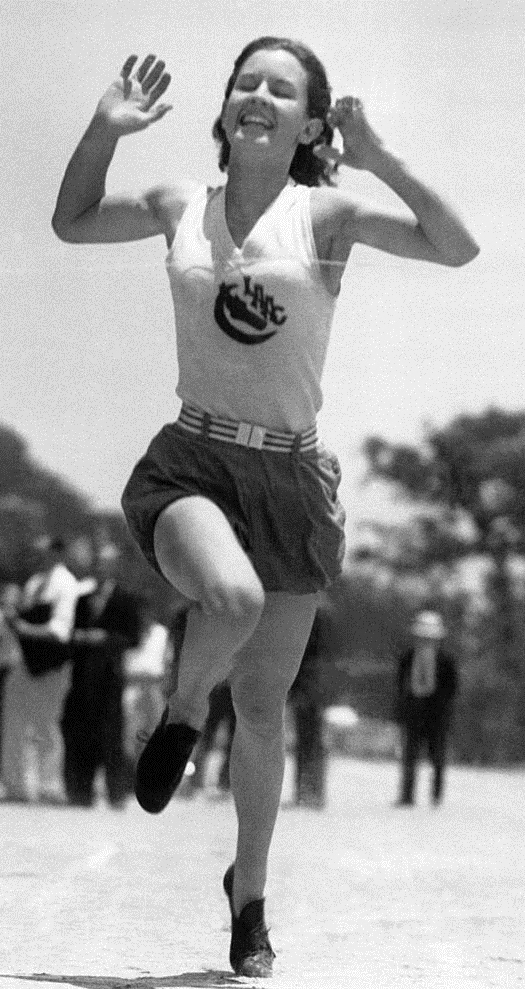
Evelyn Furtsch
(1914–2015)

- Charles K. Fletcher (1902–1985), Politiker
- Thomas Leonard Harrold (1902–1973), Generalleutnant der United States Army
- Jack Whitney (1905–1992), Film und Tontechniker, Oscarpreisträger
- Anthony Mann (1906–1967), Filmregisseur
- Draper Kauffman (1911–1979), Konteradmiral der United States Navy
- Cotton Warburton (1911–1982), Filmeditor und Oscarpreisträger
- Evelyn Furtsch (1914–2015), Leichtathletin und Olympiasiegerin
- Diana Serra Cary (1918–2020), Filmschauspielerin
- Florence Chadwick (1918–1995), Langstreckenschwimmerin
- John Edgar Fitch (1918–1982), Malakologe, Fischereiwissenschaftler, Meeresbiologe und Paläontologe
- Ted Williams (1918–2002), Baseballspieler
- Nanette Fabray (1920–2018), Schauspielerin, Tänzerin und Sängerin
- Bob Wade (1920–2012), Schriftsteller
- Paul Smith (1922–2013), Jazzpianist
- Arthur Jensen (1923–2012), Psychologe
- Cliff Robertson (1923–2011), Schauspieler
- Roy Walford (1924–2004), Gerontologe
- Albert Overhauser (1925–2011), Physiker
- Kenneth W. Robinson (1925–1979), Physiker
- Eve Brenner (* 1926), Schauspielerin und Sängerin
- George Ahlgren (1928–1951), Ruderer
- Richard H. Vetter (1928–2015), Techniker, Ingenieur und Kameraspezialist
- Gene Littler (1930–2019), Profigolfer

### 1931–1940

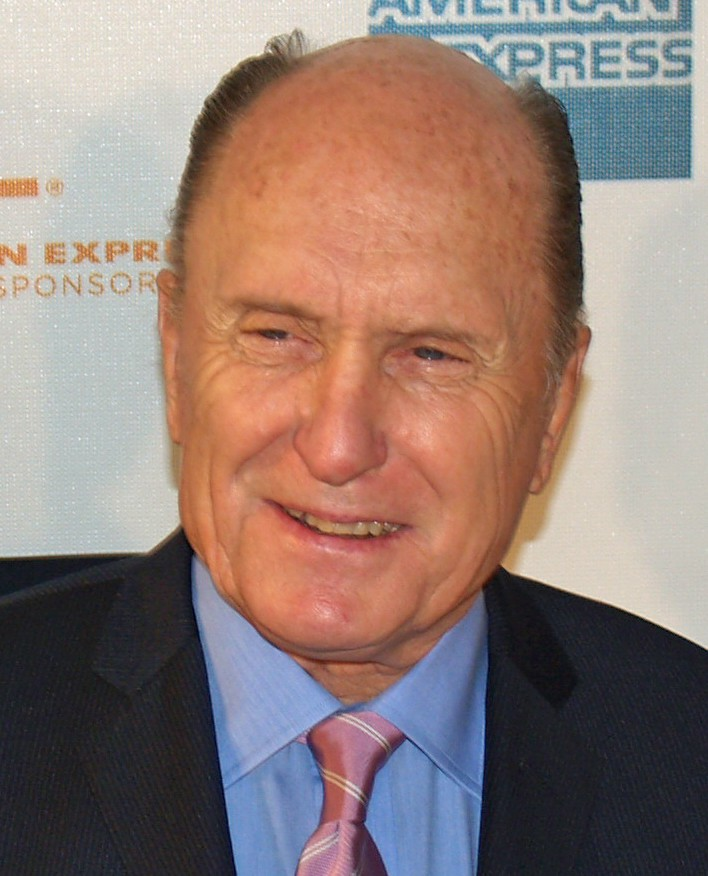
Robert Duvall
(* 1931)

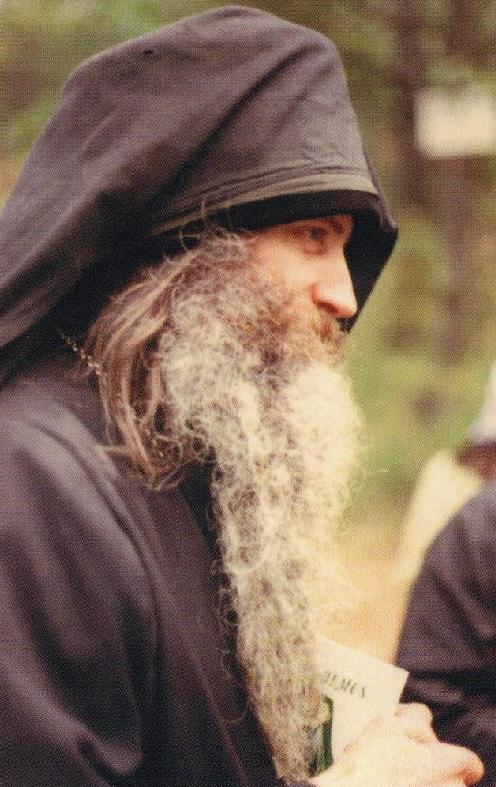
Seraphim Rose
(1934–1982)

- Billy Casper (1931–2015), Golfspieler
- Robert Duvall (* 1931), Schauspieler
- Vincent Graeff (1931–2011), Schauspieler, Kinderdarsteller
- Joe Leonard (1932–2017), Automobilrennfahrer
- Kit Reed (1932–2017), Schriftstellerin
- Maureen Connolly (1934–1969), Tennisspielerin
- Seraphim Rose (1934–1982), russisch-orthodoxer Priestermönch
- Ann Richards (1935–1982), Jazzsängerin
- Daniel Jackson (1937–2014), Jazz-Saxophonist, Pianist und Komponist
- Margaret O’Brien (* 1937), Schauspielerin und ehemaliger Kinderstar
- Victor Buono (1938–1982), Schauspieler
- Tak Fujimoto (* 1939), Kameramann
- John Stewart (1939–2008), Singer-Songwriter
- Dick Barbour (* 1940), Unternehmer und Autorennfahrer
- Tony Bill (* 1940), Regisseur, Produzent und Schauspieler
- Cal Rayborn (1940–1973), Motorradrennfahrer

### 1941–1950
- Dennis Conner (* 1942), Segler

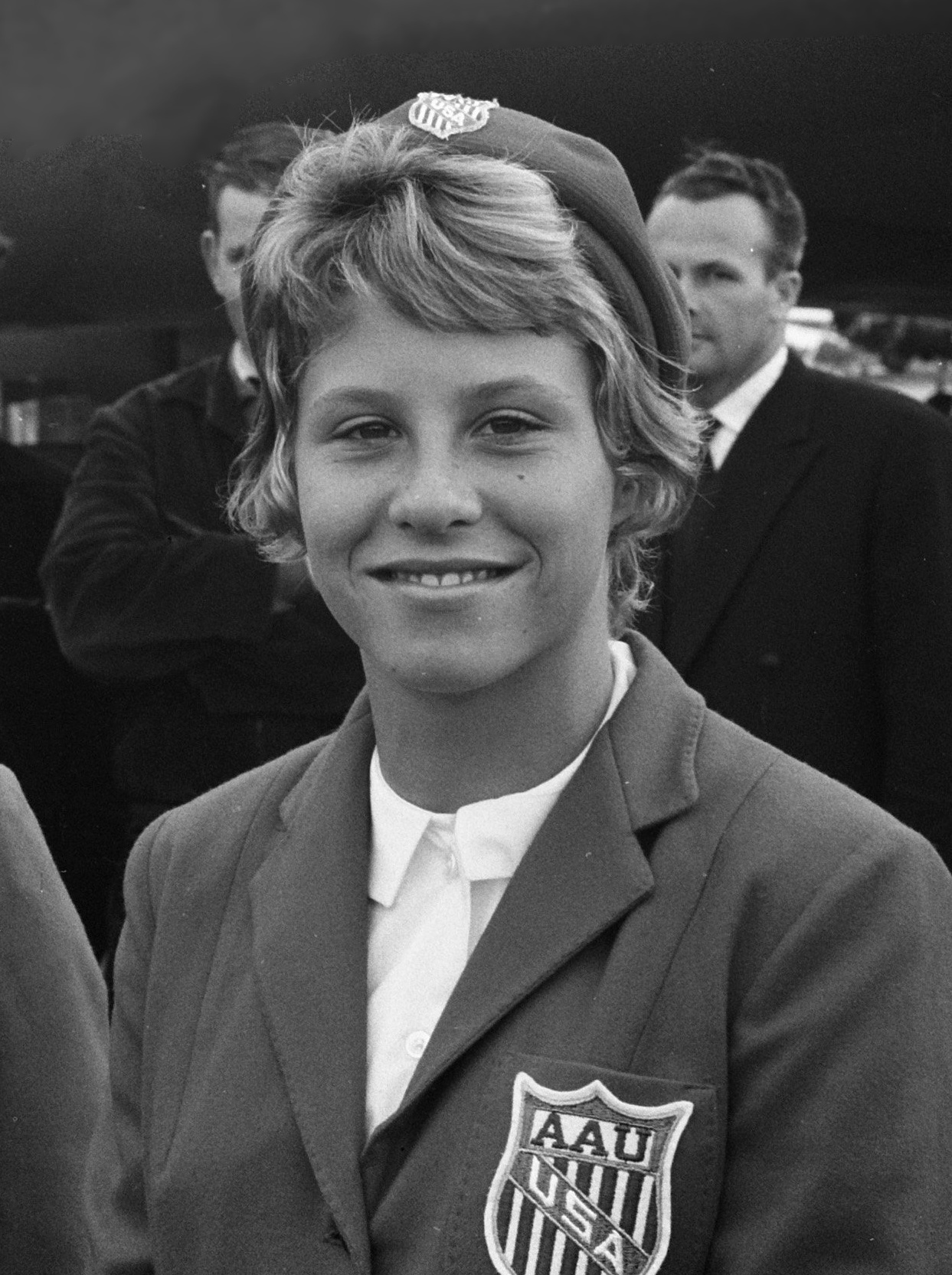
Donna de Varona
(* 1947)

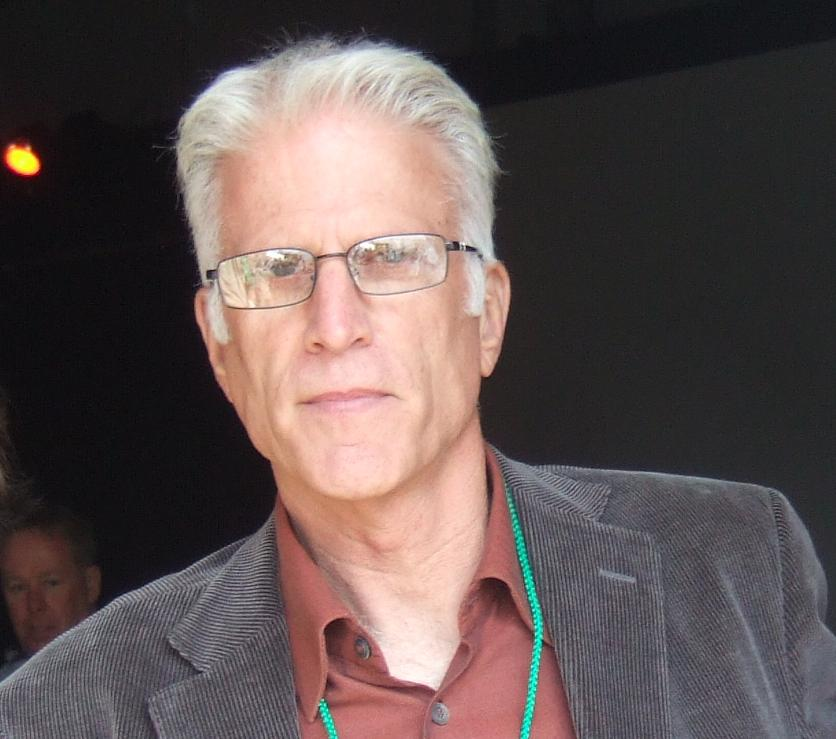
Ted Danson
(* 1947)

- Frank Froehling (1942–2020), Tennisspieler
- Fred Ward (1942–2022), Schauspieler
- Michael J. McCulley (* 1943), Astronaut
- Michael Franks (* 1944), Jazz-Sänger und Songwriter
- Harley Cokeliss (* 1945), Regisseur, Drehbuchautor und Filmproduzent
- Bill Inmon (* 1945), Informatiker
- Bob Maize (1945–2004), Jazzmusiker
- Robert D. Pritchard (* 1945), Wirtschaftspsychologe und Hochschullehrer
- Charles Curtis Snow (* 1945), Managementforscher
- Salli Sachse (* 1946), Schauspielerin, Model und Fotografin
- Don Carey (* 1947), NFL-Schiedsrichter
- Ted Danson (* 1947), Schauspieler
- John P. Kotter (* 1947), Hochschullehrer für Führungsmanagement
- William David Lowery (* 1947), Politiker
- Donna de Varona (* 1947), Olympiasiegerin im Schwimmen
- Ron Blair (* 1948), Bassist
- Thomas B. Fargo (* 1948), Admiral, Kommandeur im Pazifikraum
- Cynthia Hayward (* 1948), Schauspielerin
- Arnie Robinson (1948–2020), Weitspringer und Olympiasieger
- Deborah Butterfield (* 1949), Bildhauerin
- Mike Carey (* 1949), NFL-Schiedsrichter
- Gregory Nava (* 1949), Filmregisseur, Drehbuchautor und Filmproduzent
- Valerie Ziegenfuss (* 1949), Tennisspielerin
- John Copeland (* 1950), Filmproduzent und Regisseur
- Éric Graham (* 1950), französischer Autorennfahrer
- Ann Wilson (* 1950), Frontsängerin der Gruppe Heart

### 1951–1960

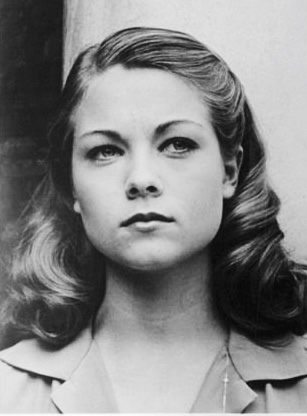
Theresa Russell
(* 1957)

- Greg Bear (1951–2022), Science-Fiction-Autor
- Stephen Bishop (* 1951), Singer-Songwriter, Schauspieler und Gitarrist
- Barbara Hambly (* 1951), Fantasy-Autorin
- Dirk Kempthorne (* 1951), Politiker
- Tom Warren (* 1951), Triathlet
- Tess Gerritsen (* 1953), Schriftstellerin
- Stephen Peace (* 1953), Politiker, Schauspieler, Drehbuchautor und Filmproduzent
- Brinke Stevens (* 1954), Schauspielerin, Model und Autorin
- Brian Teacher (* 1954), Tennisspieler
- Steven Culp (* 1955), Schauspieler
- Diamanda Galás (* 1955), Avantgarde-Performancekünstlerin, Sängerin und Komponistin
- Richard C. Hulbert, Jr. (* 1955), Wirbeltier-Paläontologe
- Ann Meyers (* 1955), Basketballspielerin und Sportreporterin
- Kris Jenner (* 1955), Fernsehpersönlichkeit
- Curtis Peebles (1955–2017), Luft- und Raumfahrthistoriker
- Scott Simpson (* 1955), Profigolfer
- Salvatore Joseph Cordileone (* 1956), römisch-katholischer Erzbischof von San Francisco
- Dan Stockalper (* 1956), US-amerikanisch-schweizerischer Basketballspieler
- Kathy Najimy (* 1957), Schauspielerin
- Theresa Russell (* 1957), Schauspielerin
- Charles Strode (* 1957), Tennisspieler
- Susanna Thompson (* 1958), Schauspielerin
- Charlene Tilton (* 1958), Schauspielerin
- Robbin Crosby (1959–2002), Gitarrist und Songwriter
- Marcia Gay Harden (* 1959), Schauspielerin und Oscarpreisträgerin
- Linda Sweeney (* 1959), Triathletin
- Marcus Allen (* 1960), American-Football-Spieler
- Robert Paul Butler (* 1960), Astronom
- Anne Marie Howard (* 1960), Schauspielerin[1]

### 1961–1965
- Greg Gianforte (* 1961), Politiker

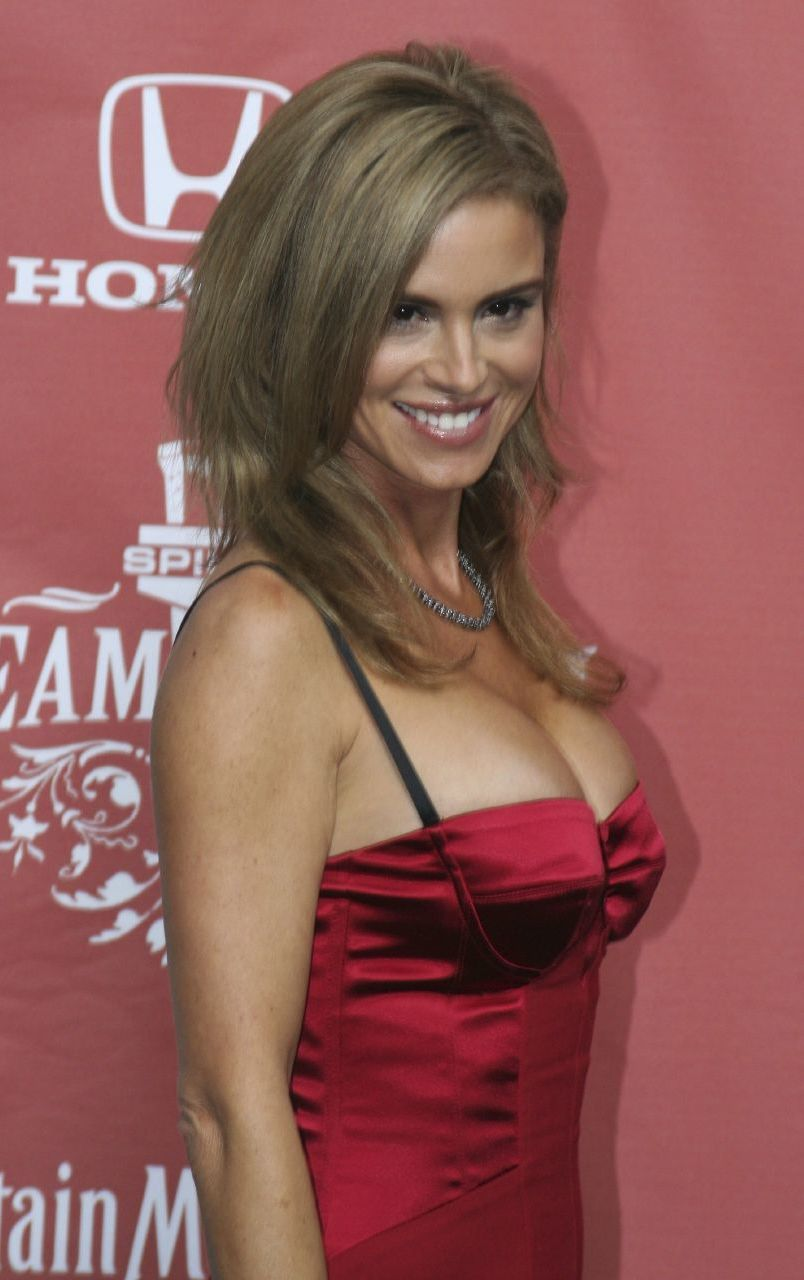
Betsy Russell
(* 1963)

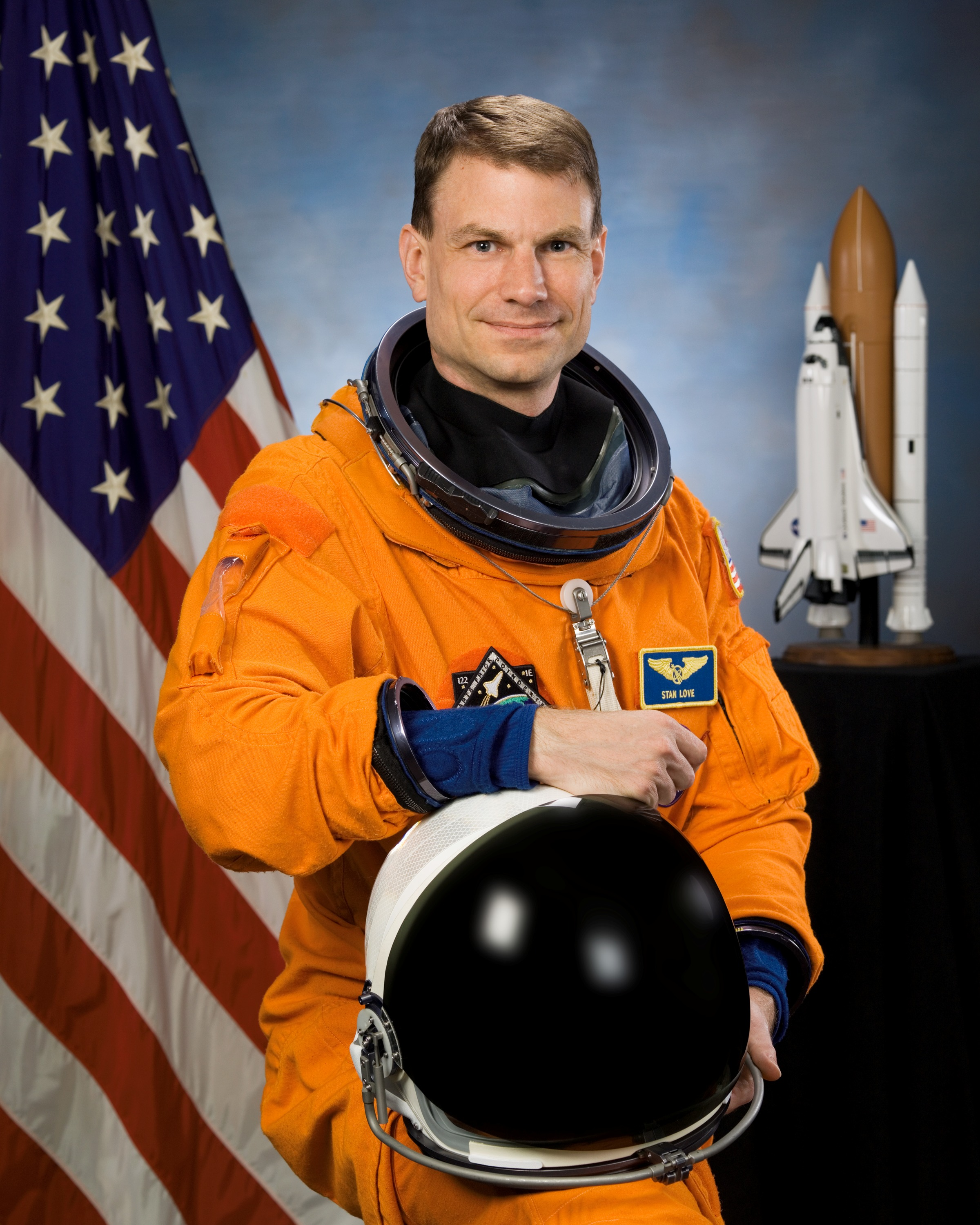
Stanley G. Love
(* 1965)

- Carol W. Greider (* 1961), Molekularbiologin
- Tawny Kitaen (1961–2021), Schauspielerin
- Larry Koonse (* 1961), Gitarrist
- Cliff Levingston (* 1961), Basketballspieler[2]
- John Logan (* 1961), Schriftsteller und Drehbuchautor
- William Cameron McCool (1961–2003), NASA-Astronaut und der Pilot der verunglückten Columbia Mission STS-107
- Tahnee Welch (* 1961), Schauspielerin und Tochter von Raquel Welch (1940–2023)
- Julie White (* 1961), Schauspielerin
- Matthew Cameron (* 1962), Musiker
- John Dolan (* 1962), römisch-katholischer Bischof von Phoenix
- Stein Jorgensen (* 1962), Kanute[3]
- Brenda Ann Spencer (* 1962), Amokläuferin
- Geoffrey R. Pyatt (* 1963), Diplomat
- Lori McNeil (* 1963), Tennisspielerin
- Robby Naish (* 1963), Surfer
- Dan Povenmire (* 1963), Cartoonist, Produzent, Drehbuchautor und Synchronsprecher
- Betsy Russell (* 1963), Schauspielerin
- Aaron Zigman (* 1963), Filmkomponist und Musikproduzent
- Mark Davis (* 1964), Baseballspieler
- Alan Janc (* 1964), Beachvolleyballspieler
- John Ottman (* 1964), Filmkomponist, Filmeditor, Regisseur und Produzent
- Arturo Velazco (* 1964), Fußballspieler
- Adam Benzwi (* 1965), Pianist und Dozent an der Universität der Künste in Berlin
- Dan Friedkin (* 1965), Unternehmer und Filmproduzent
- Glen Fisher (* 1965), Jazzbassist
- Stanley G. Love (* 1965), Astronaut

### 1966–1970
- Chris Innis (* 1966), Filmeditorin
- Jessica Lundy (* 1966), Schauspielerin

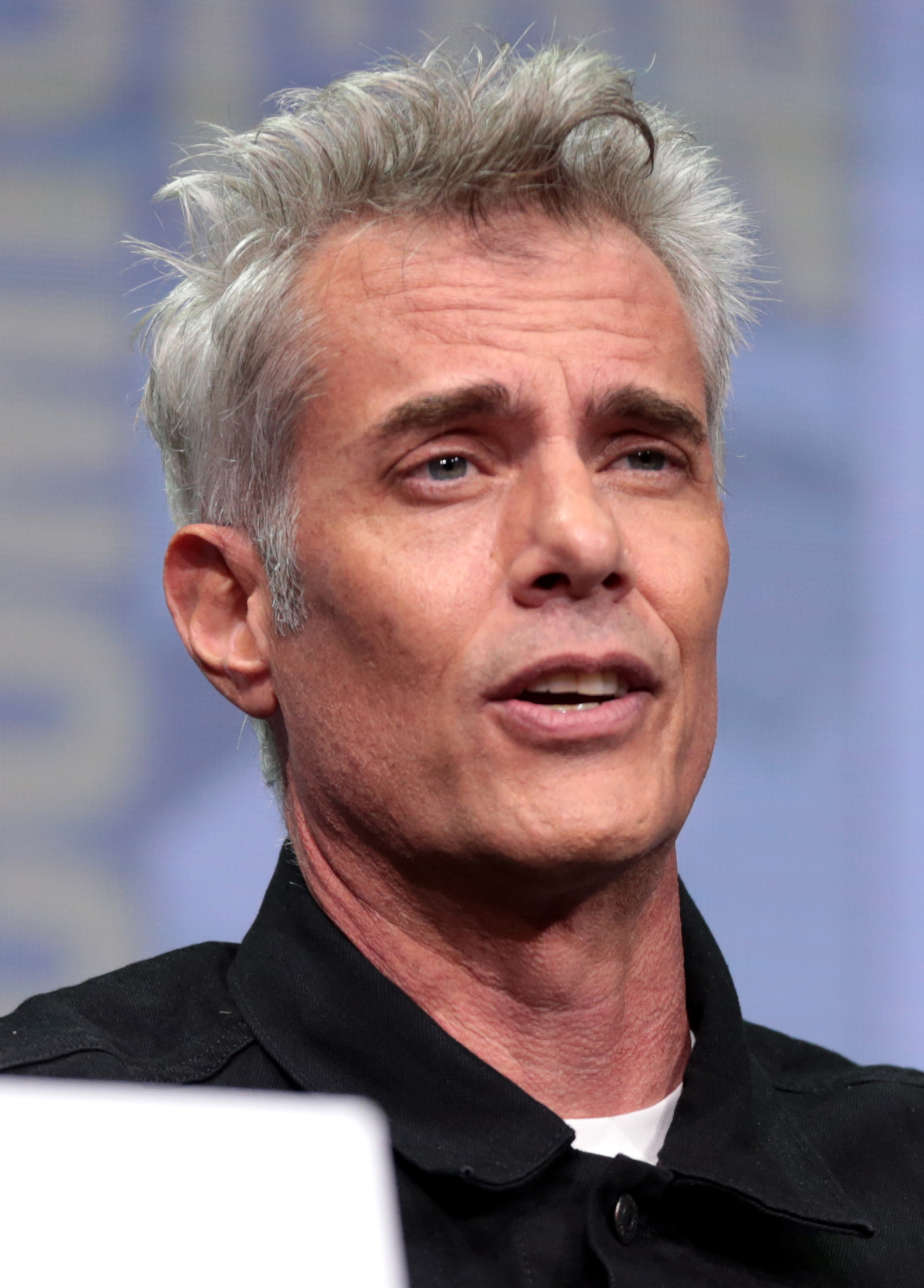
Dana Ashbrook
(* 1967)

- Lisa Joyner (* 1966), Moderatorin und Reporterin
- Dana Ashbrook (* 1967), Schauspieler
- Darcy Darnell (* 1967), Fernsehschauspielerin
- Michael Andrews (* 1967), Musiker und Filmmusik-Komponist
- Jud Buechler (* 1968), Basketballspieler[4]
- Shaun Palmer (* 1968), Mountainbikerennfahrer und Snowboarder
- Stephanie Seymour (* 1968), Fotomodell
- Oliver von Wrochem (* 1968), deutscher Historiker
- Cliff Almond (* ≈1969), Jazz- und Fusionmusiker
- Bill Brown (* 1969), Komponist
- Guymon Casady (* 1969), Filmproduzent und Talentmanager
- Ori Gordin (* 1969), Generalmajor der Israelischen Streitkräfte
- Gary Jules (* 1969), Musiker
- Christine Wormuth (* 1969), politische Beamtin
- Alex Barron (* 1970), Automobilrennfahrer
- Anne Akiko Meyers (* 1970), Violinistin
- Phil Mickelson (* 1970), Golfspieler
- Susanne Paul (* 1970), Cellistin
- Gabrielle Reece (* 1970), Model, Beachvolleyballerin, Moderatorin und Schauspielerin

### 1971–1980
- Julie Foudy (* 1971), Fußballspielerin

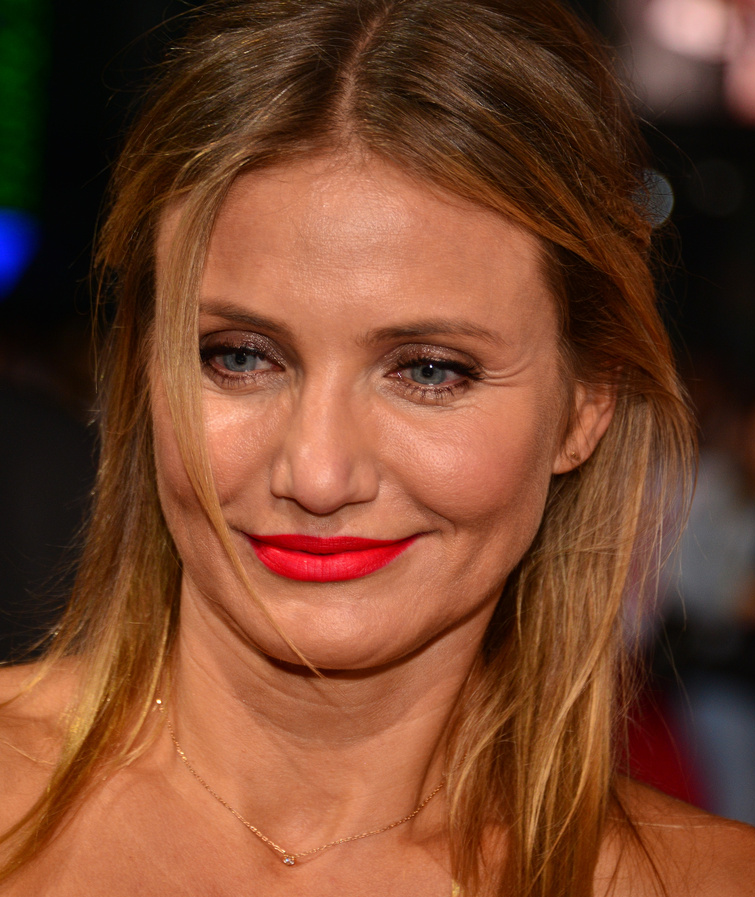
Cameron Diaz
(* 1972)

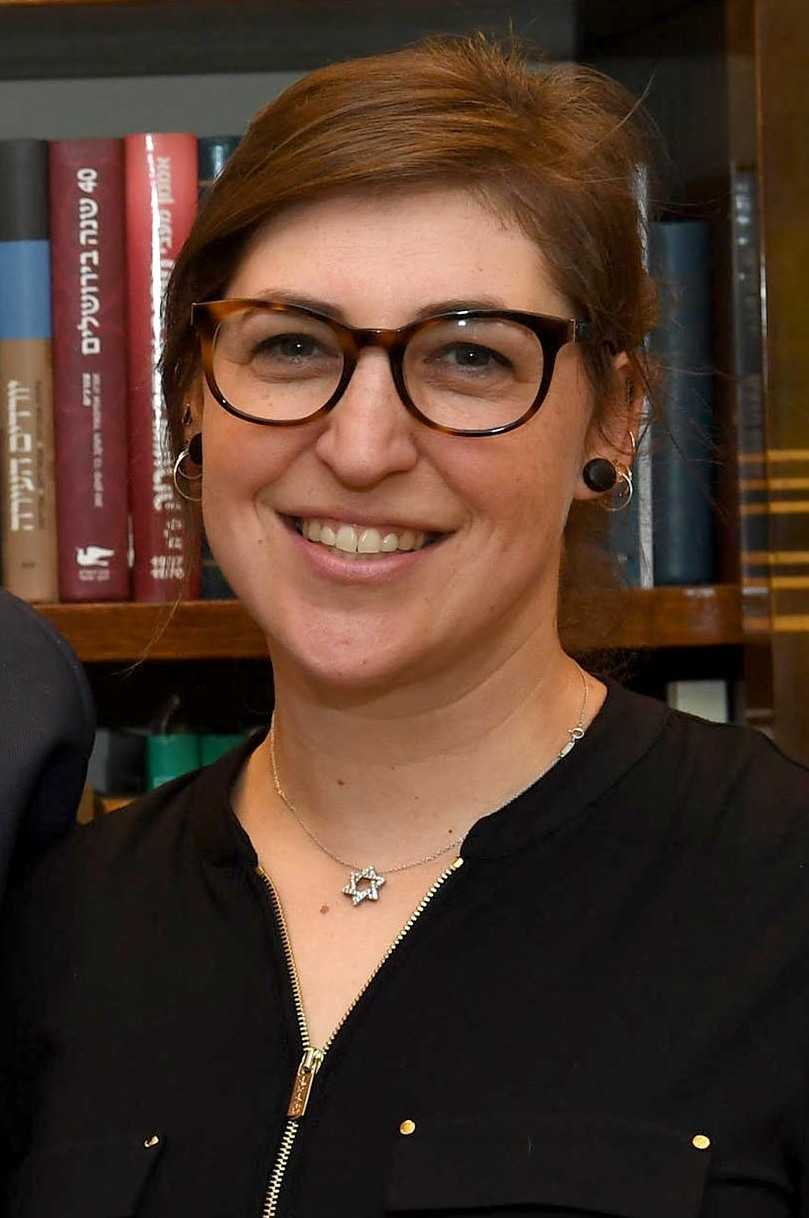
Mayim Bialik
(* 1975)

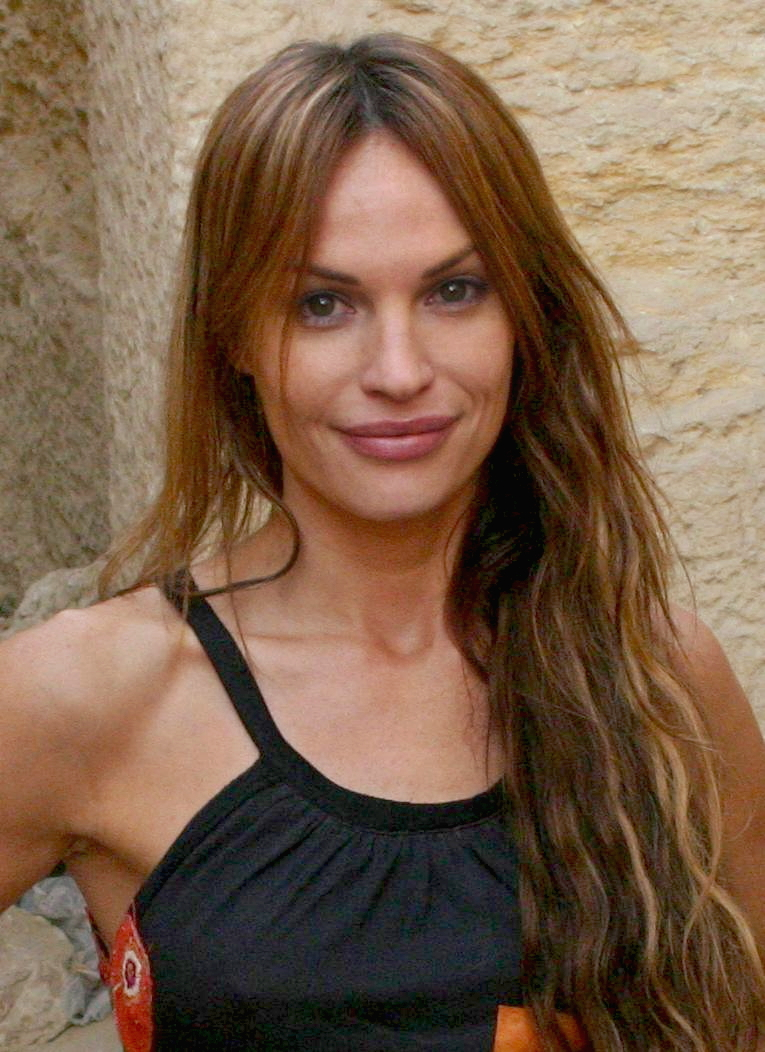
Jolene Blalock
(* 1975)

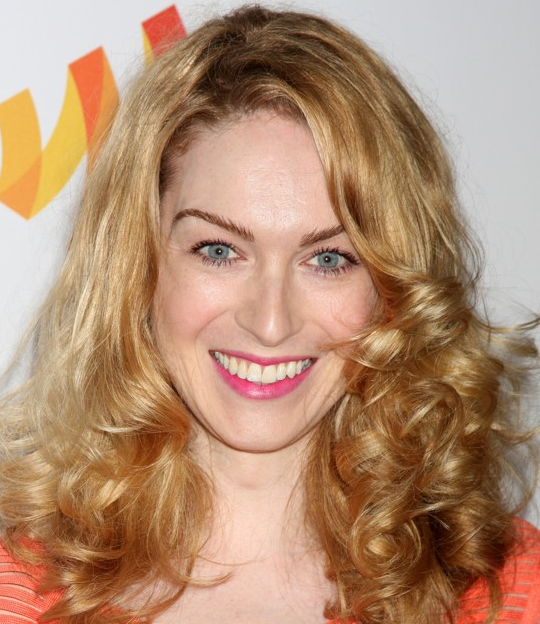
Jamie Clayton
(* 1978)

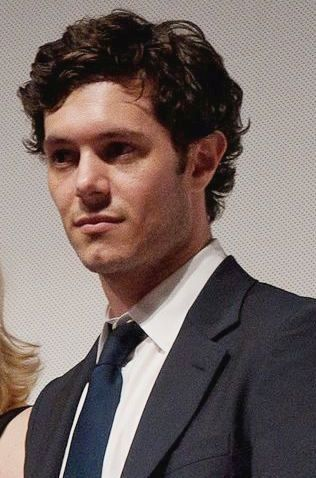
Adam Brody
(* 1979)

- Shauna Sand (* 1971), Schauspielerin, Model und Erotikdarstellerin
- Margot Thien (* 1971), Synchronschwimmerin
- Terrell Davis (* 1972), Footballspieler
- Cameron Diaz (* 1972), Schauspielerin und Fotomodell
- Jason London (* 1972), Filmschauspieler und Filmproduzent
- Jeremy London (* 1972), Schauspieler
- Lou Romano (* 1972), Trickfilmzeichner und Synchronsprecher
- Josh A. Cassada (* 1973), Physiker, Pilot und Astronaut
- Emma Caulfield (* 1973), Schauspielerin
- Holly Marie Combs (* 1973), Schauspielerin
- Mario Lopez (* 1973), Schauspieler
- Adam Willard (* 1973), Schlagzeuger
- Jennifer Lalor (* 1974), Fußballspielerin
- Rey Mysterio (* 1974), Wrestler
- Rashaan Salaam (1974–2016), Footballspieler
- Mayim Bialik (* 1975), Neurowissenschaftlerin, Autorin und Schauspielerin
- Jolene Blalock (* 1975), Schauspielerin
- Crissy Moran (* 1975), Pornodarstellerin
- Heather O’Rourke (1975–1988), Filmschauspielerin
- Naveen Rao (* 1975), Unternehmer und Autorennfahrer
- Kevin Daniels (* 1976), Schauspieler und Synchronsprecher
- Duncan D. Hunter (* 1976), Politiker
- Jason Earles (* 1977), Schauspieler
- Brian Levy (* 1977), Musikwissenschaftler und Jazzmusiker
- Ronan O’Gara (* 1977), irischer Rugby-Union-Spieler
- Jerry Trainor (* 1977), Schauspieler und Regisseur
- Ricky Williams (* 1977), American-Football-Spieler
- Jamie Clayton (* 1978), Schauspielerin
- Adam Brody (* 1979), Schauspieler
- Allison Bradshaw (* 1980), Tennisspielerin
- Nick Cannon (* 1980), Comedian, Schauspieler, Regisseur und Rapper
- Chris Dingman (* 1980), Jazzmusiker und Komponist
- Rafael Payare (* 1980), Dirigent
- Autumn Reeser (* 1980), Schauspielerin
- Luke Walton (* 1980), Basketballspieler und -trainer

### 1981–1985
- Ryan Hansen (* 1981), Schauspieler
- Ian Joy (* 1981), Fußballspieler
- Erin Kelly (* 1981), Schauspielerin

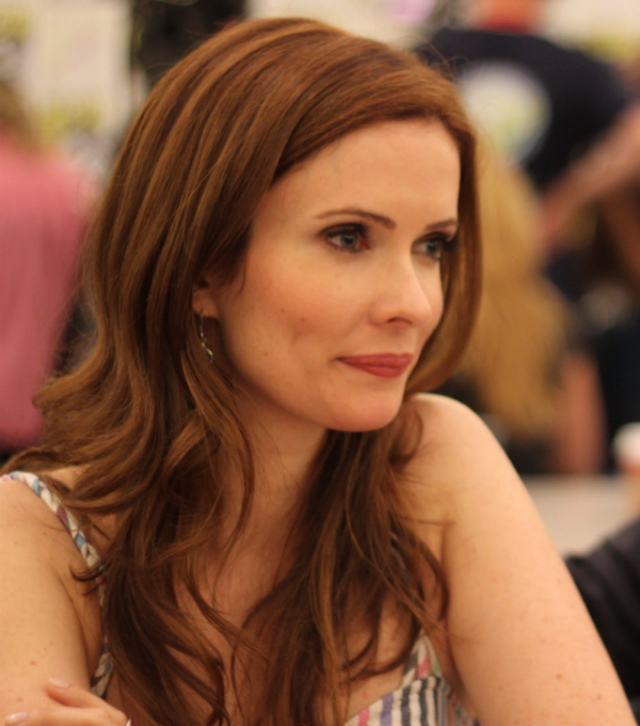
Bitsie Tulloch
(* 1981)

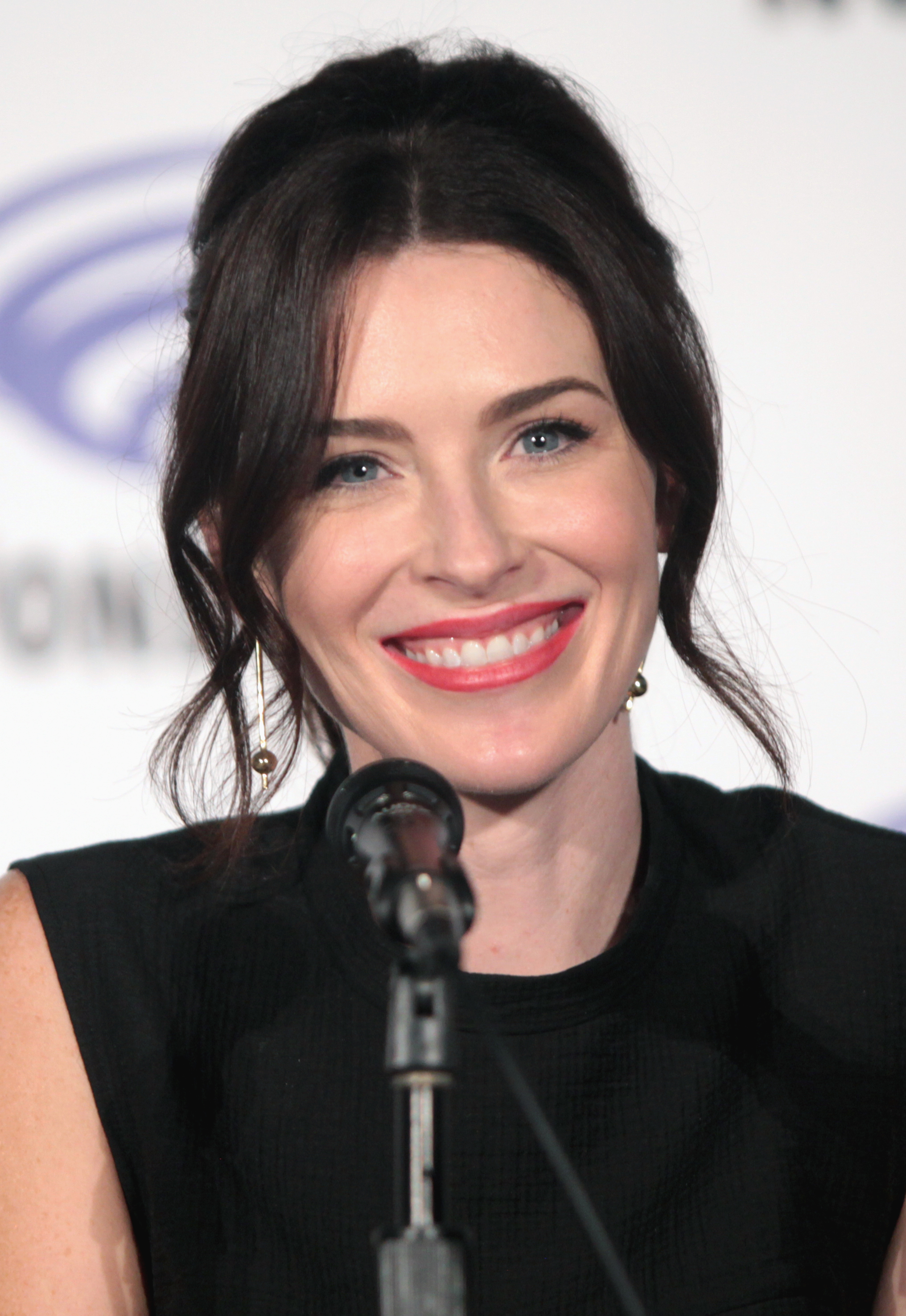
Bridget Regan
(* 1982)

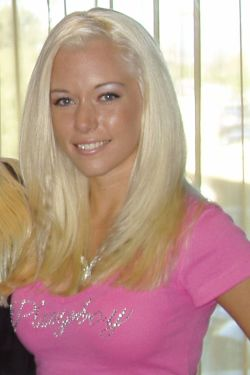
Kendra Wilkinson
(* 1985)

- Ericka Lorenz (* 1981), Wasserballspielerin
- Bitsie Tulloch (* 1981), Schauspielerin
- Erik von Detten (* 1982), Filmschauspieler
- Kristoffer Domeij (1982–2011), Soldat
- Small Hands (* 1982), Pornodarsteller
- Nick Martin (* 1982), Rockmusiker
- John Monnette (* 1982), Pokerspieler
- Bridget Regan (* 1982), Film-, Fernseh- und Theaterschauspielerin
- Alisa Weilerstein (* 1982), Cellistin
- Chris Wettengel (* 1982), Tennisspieler
- Brie Bella (* 1983), Model, Schauspielerin und Wrestlerin
- Nikki Bella (* 1983), Model, Schauspielerin und Wrestlerin
- Adam Driver (* 1983), Schauspieler
- Vic Fuentes (* 1983), Rockmusiker
- Ryan Graves (* 1983), Unternehmer
- Cole Hamels (* 1983), Baseballspieler
- Monique Henderson (* 1983), Sprinterin und Olympiasiegerin
- Mandell Maughan (* 1983), Schauspielerin
- Kimberly DiCello (* 1984), Beachvolleyballspielerin
- Lindsay Ellingson (* 1984), Model
- Jeremy Lusk (1984–2009), Freestyle-Motocross-Fahrer
- Moriah van Norman (* 1984), Wasserballspielerin
- Sarah Roemer (* 1984), Schauspielerin und Model
- Kristina Rose (* 1984), Pornodarstellerin
- Kelly Rulon (* 1984), Wasserballspielerin
- Reggie Bush (* 1985), Footballspieler
- Dominick Cruz (* 1985), Mixed-Martial-Arts-Kämpfer
- Jared Dudley (* 1985), Basketballspieler
- Angie Kerr (* 1985), Fußballspielerin
- Kendra Wilkinson (* 1985), Model

### 1986–1990
- Graham Biehl (* 1986), Segler[5]
- John Butler (* 1986), Basketballschiedsrichter
- Margo Harshman (* 1986), Schauspielerin
- Christine Wenona Hoffmann (* 1986), deutsche evangelische Theologin
- Caity Lotz (* 1986), Schauspielerin, Tänzerin, Sängerin und Model
- Jaime Preciado (* 1986), Rockmusiker und Musikproduzent
- Shaun White (* 1986), Snowboarder und Skateboarder
- Michael Blanco (* 1987), Jazz- und Theatermusiker
- Takuto Niki (* 1987), japanischer Tennisspieler
- Carrie Prejean (* 1987), Model
- Riley Steele (* 1987), Pornodarstellerin
- Sal Zizzo (* 1987), Fußballspieler
- Nichole Ayers (* 1988), Raumfahrtanwärterin der NASA
- Alexandrea Owens (* 1988), Schauspielerin
- Sarah Robles (* 1988), Gewichtheberin
- Stephen Strasburg (* 1988), Baseballspieler[6]
- Lyn-Z Adams Hawkins (* 1989), Skateboarderin
- Kristin Herrera (* 1989), Schauspielerin
- Nic Long (* 1989), Radsportler[7]
- Plastic Martyr (* 1989), transgeschlechtliche Schauspielerin, Sängerin, Hörfunkmoderatorin und Model
- Briana Provancha (* 1989), Seglerin[8]
- Kelly Marie Tran (* 1989), Schauspielerin
- Sarah Dumont (* 1990), Schauspielerin und Model
- Dana Mathewson (* 1990), Rollstuhltennisspielerin
- Stephanie Ochs (* 1990), Fußballspielerin
- Chad Ruhwedel (* 1990), Eishockeyspieler
- Iggy Silva (* 1990), Bahn- und Straßenradrennfahrer

### 1991–2000

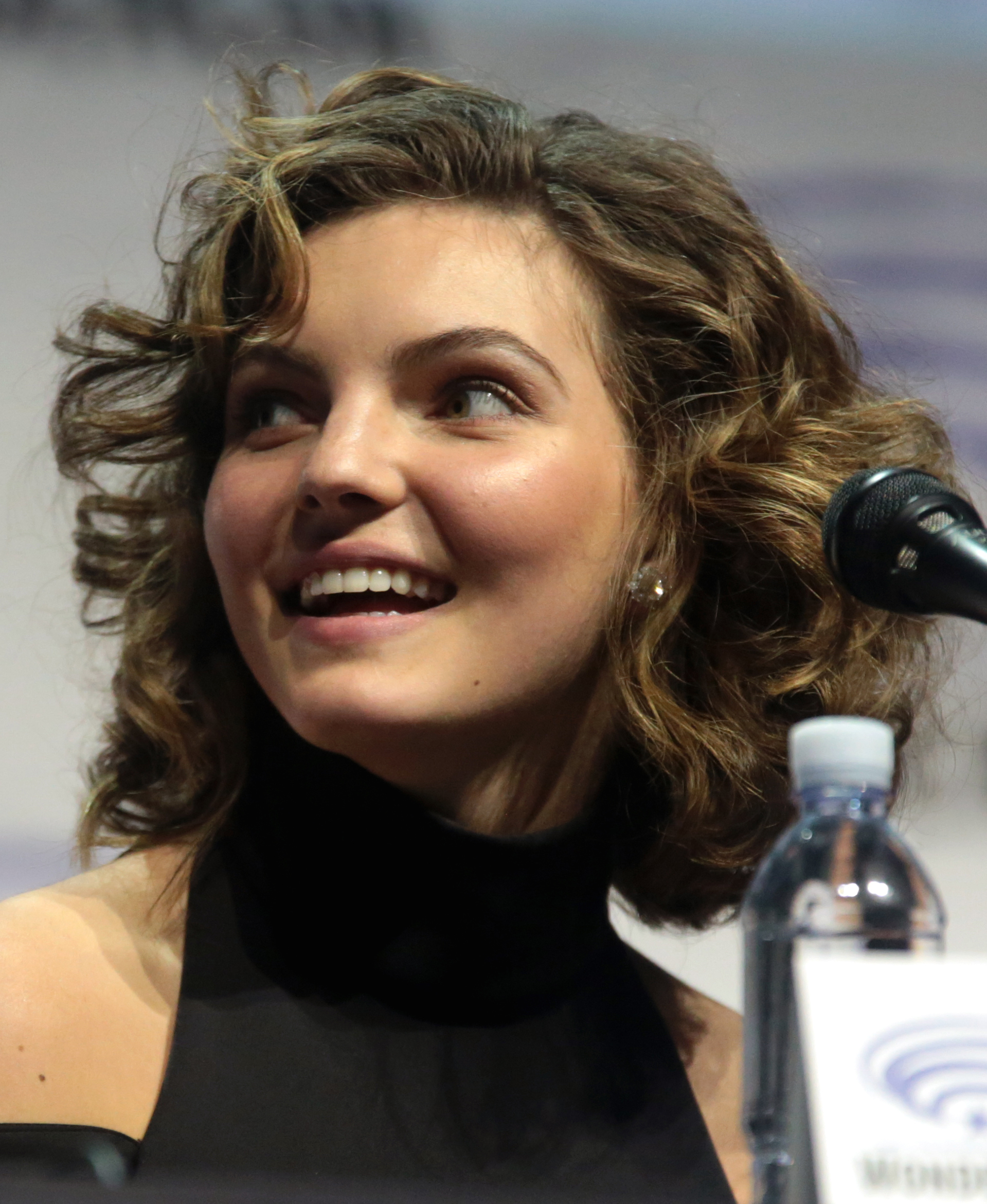
Camren Bicondova
(* 1999)

- Arianna Afsar (* 1991), Schauspielerin und Model
- Sylvaine (* 1991), Metal-Multi-Instrumentalistin
- Larry Warford (* 1991), American-Football-Spieler
- Annika Dries (* 1992), Wasserballspielerin
- Kelley Kolinske (* 1992), Beachvolleyballspielerin
- Sabastiani Leon (* 1992), mexikanisch-US-amerikanische Tennisspielerin
- Mariel Molino (* 1992), Schauspielerin
- Damien Williams (* 1992), American-Football-Spieler
- Katherine Bell (* 1993), Volleyballspielerin
- Alex Bowen (* 1993), Wasserballspieler
- Hazel Brugger (* 1993), Slam-Poetin, Stand-up-Comedian, Kabarettistin und Moderatorin
- Karsta Lowe (* 1993), Volleyballspielerin
- Tim Patrick (* 1993), American-Football-Spieler
- Norman Powell (* 1993), Basketballspieler
- Xander Schauffele (* 1993), Golfspieler
- Jasmine Todd (* 1993), Sprinterin und Weitspringerin
- Darious Williams (* 1993), American-Football-Spieler
- Gabrielle Cavassa (* 1994), Jazzmusikerin
- Denyse Tontz (* 1994), Schauspielerin, Sängerin und Tänzerin
- Jennifer Valente (* 1994), Bahnradsportlerin
- Kyra Carusa (* 1995), irische Fußballspielerin
- Thatcher Demko (* 1995), Eishockeyspieler
- Alec McCrea (* 1995), Eishockeyspieler
- Fayik Abdi (* 1997), saudi-arabischer Skirennläufer
- Josh Jackson (* 1997), Basketballspieler
- Dominik Mysterio (* 1997), Wrestler
- Michael Norman (* 1997), Sprinter
- Seamus O’Connor (* 1997), irischer Snowboarder
- Sam Staab (* 1997), Fußballspielerin
- Nia Akins (* 1998), Mittelstreckenläuferin
- Jarrett Allen (* 1998), Basketballspieler
- DiJonai Carrington (* 1998), Basketballspielerin
- Luca de la Torre (* 1998), US-amerikanisch-spanischer Fußballspieler
- Lauren Taylor (* 1998), Schauspielerin und Sängerin
- Patrik Trhac (* 1998), Tennisspieler
- Brandon Vázquez (* 1998), Fußballspieler
- Camren Bicondova (* 1999), Schauspielerin und Tänzerin
- Shaine Casas (* 1999), Schwimmer
- Kamren Curl (* 1999), American-Football-Spieler
- Malik Parsons (* 1999), Basketballspieler
- Maxwell Root (* 1999), Autorennfahrer
- Ryan Seggerman (* 1999), Tennisspieler
- Ivan Thamma (* 1999), Tennisspieler
- Maxwell Perry Cotton (* 2000), Schauspieler
- Jared S. Gilmore (* 2000), Kinderdarsteller und Schauspieler
- Jaden Whitmarsh (* 2000), Beachvolleyballspielerin

### Geburtsjahr unbekannt
- Ches Smith (* 20. Jh.), Schlagzeuger, Komponist und Bandleader

## 21. Jahrhundert

### 2001–2010
- Brandon Nakashima (* 2001), Tennisspieler
- Raymond Ochoa (* 2001), Schauspieler und Synchronsprecher
- Mason Vale Cotton (* 2002), Schauspieler
- Megan Kraft (* 2002), Beachvolleyballspielerin
- Keegan Palmer (* 2003), australischer Skateboarder
- Shay Rudolph (* 2005), Schauspielerin
- Sunnie Pelant (* 2009), Schauspielerin und Tänzerin